# 576e Volksgrenadierdivisie
De 576e Volksgrenadierdivisie (Duits: 576. Volksgrenadier-Division) was een Duitse infanteriedivisie tijdens de Tweede Wereldoorlog. De divisie werd opgericht en alweer opgeheven voor de oprichting compleet en afgesloten was.

## Geschiedenis
De 576e Volksgrenadierdivisie werd opgericht op 25 augustus 1944 op in Trnava in Slovakije in  Wehrkreis XVII als onderdeel van de 32. Welle uit resten van de vernietigde 271e Infanteriedivisie. Echter, alvorens de oprichting afgesloten was, werd de divisie al op 17 september 1944 omgedoopt in de 271e Volksgrenadierdivisie. 

## Commandanten
| Rang   | Naam         | Begin            | Eind              |
| ------ | ------------ | ---------------- | ----------------- |
| Oberst | Marin Bieber | 25 augustus 1944 | 17 september 1944 |

## Samenstelling
- Grenadier-Regiment 1186
- Grenadier-Regiment 1187
- Grenadier-Regiment 1188
- Artillerie-Regiment 1576
- Divisie-eenheden 1576